# خوانيتا باينوم
خوانيتا باينوم (بالإنجليزية: Juanita Bynum)‏ هي كاتِبة أمريكية، ولدت في 16 يناير 1959 في شيكاغو في الولايات المتحدة.

## وصلات خارجية
- خوانيتا باينوم على موقع IMDb (الإنجليزية)
- خوانيتا باينوم على موقع ميوزك برينز (الإنجليزية)
- خوانيتا باينوم على موقع إن إن دي بي (الإنجليزية)
- خوانيتا باينوم على موقع ديسكوغز (الإنجليزية)